# Седамнаеста македонска ударна бригада
Седамнаеста македонска ударна бригада НОВЈ формирана је 12. октобра 1944. године у селу Жељувину код Куманова од бораца Кривопаланачког и Кратовског партизанског одреда, те новопристиглих бораца из кривопаланачког, кратовског и светиниколског краја.

## Борбени пут бригаде
Бригада је чувала мир и безбедност на подручју слободне територије Козјачије и нападала непријатеља на комуникацијама Крива Паланка—Куманово и Скопље—Куманово на којима су се пробијале немачке снаге из Грчке. Убрзо по оснутку ушла је у састав Кумановске дивизије НОВЈ и наставила да учествује у борбама против немачких снага у рејону Куманова, те против балистичких снага у рејону Прешева. Дана 11. новембра ушла је у ослобођено Куманово заједно с осталим јединицама НОВ Македоније. По ослобођењу Македоније наставила је борбе против преосталих балистичких и четничких група по Скопској Црној Гори и на ширем подручју Прешева и Гњилана. По реорганизацији македонских јединица децембра 1944, ушла је у састав 41. македонске дивизије НОВЈ.